# Джейсон Блам
Джейсон Ферус Блам (англ. Jason Ferus Blum) ([blʌm], нар. 20 лютого 1969) — американський кіно та телепродюсер. Засновник і генеральний директор Blumhouse Productions, яка створила франшизи жахів «Паранормальне явище» (2007–2021), «Астрал» (2010–2023) і «Очищення» (2013–2021). Блам також продюсував Сіністер (2012), Окулус (2013), Одержимість (2014), Подарунок (2015), Hush (2016), Спліт (2016), Віджа: Походження зла (2016), Пастка (2017), Щасливий день смерті (2017), Апгрейд (2018), Хелловін (2018), Ми (2019), Людина-невидимка (2020), Химери (2020), Чорний телефон (2021), M3GAN (2022) та П'ять ночей у Фредді (2023).
Блюм був номінований на премію «Оскар» за найкращий фільм за фільми «Одержимість» (2014), «Пастка» (2017) і «Чорний куклукскланівець» (2018).  Він отримав нагороду Primetime Emmy за найкращий телевізійний фільм за продюсування драматичного фільму Звичайне серце (2014). Він також отримав Премію Еммі в прайм-тайм за найкращий документальний або нехудожній серіал за документальний міні-серіал Джинкс: Життя і смерть Роберта Дерста (2015).

## Молодість і освіта
Блам народився в Лос-Анджелесі, Каліфорнія, в сім'ї Ширлі Нейлсен Блам (уроджена Нільсен) та Ірвінга Блама. Його мати була професором мистецтва, а батько був незалежним арт-дилером і директором галереї Ферус. Блам має єврейське походження.
У 1991 році закінчив коледж Вассар Під час навчання у Вассарі він і інший майбутній кінорежисер Ноа Баумбах були сусідами по кімнаті, і Блам продюсував перший фільм Баумбаха «Бугати ногами і кричати» в 1995 році.

## Кар'єра
Блам працював у Боба та Гарві Вайнштейнів як виконавчий директор у Miramax, а пізніше як незалежний продюсер у Paramount Pictures. До своєї роботи в Miramax Блам був режисером-продюсером у театральній компанії Ітана Гоука Malaparte. Блюм 1991 року закінчив коледж Вассар. Він є членом опікунської ради Музею кіноакадемії.
Він отримав фінансування для свого першого фільму як продюсера, Kicking and Screaming (1995), після отримання листа від знайомого родини, артиста Стіва Мартіна, який схвалив сценарій.  Блам додав листа до копій сценарію, який він розіслав керівникам Голлівуду.

### Blumhouse Productions
У 2000 році він заснував Blumhouse Productions, яка спеціалізується на виробництві мікробюджетних фільмів, які дають режисерам повний творчий контроль над проектами. Bloomberg News хвалив Блама за створення «блокбастерів за копійки», включаючи фільм жахів «Паранормальне явище», зйомки якого коштували 15 000 доларів, а потім зібрали майже 200 мільйонів доларів. Крім того, Planet Money від NPR створила спеціальний подкаст про методи компанії.
Блюм також продюсував «Астрал» (2010), «Сіністер» (2012), «Чистка» (2013) і «Щасливого дня смерті» (2017), а також їхні продовження.  У 2014 році він став виконавчим продюсером телевізійного фільму «Звичайне серце», який згодом отримав премію «Еммі» за найкращий телевізійний фільм. У 2015 році він отримав премію «Еммі» за найкращий документальний або нехудожній серіал за фільм HBO Джинкс: Життя і смерть Роберта Дерста.
Художні фільми Блама «Чорний куклукскланівець», «Одержимість » і «Пастка» були номіновані на премію «Оскар» за найкращий фільм.
У 2018 році Блюм сказав в інтерв’ю, що жодна жінка не зняла жодного з його фільмів жахів тому, що «немає багато жінок-режисерів (...) і ще менше тих, хто схильний робити жахи». Після великої критики в соціальних мережах, де поширювалися списки таких директорів , він вибачився за те, що він назвав своїми «дурними коментарями». У 2019 році Софія Такал виступила режисером і співавтором сценарію ремейку студії «Чорне Різдво», прем’єра якого відбулася 13 грудня, і стала першим (і єдиним) кіностудією, випущеним у кінотеатрах режисером.

### Інші підприємства
14 серпня 2020 року Daily Front Row вказав Блама як одного з групи відомих інвесторів, які придбали проблемний модний журнал W.

## Особисте життя
14 липня 2012 року Блам одружився з журналісткою Лорен Шукер в Лос-Анджелесі.
У липні 2019 року він купив таунхаус Brooklyn Heights за 9,8 мільйона доларів.

### Філантропія
Нещодавно Блам пожертвував 10 мільйонів доларів коледжу Вассар, що є найбільшим подарунком, який коли-небудь надавався коледжу від випускника-чоловіка.